# Harold Edgard Strang
Harold Edgard Strang (1921) é agrônomo, botânico e ambientalista ativo no Brasil.
Participou da criação em 1958 e das atividades da Fundação Brasileira para Conservação da Natureza, que por muitos anos foi a mais influente ONG de conservação ambiental no Brasil, influindo decisivamente na criação de onze parques nacionais, na legislação e na formação de outros centros conservacionistas pelo país. Na época era diretor do Instituto de Conservação da Natureza no Distrito Federal, e em 1971, a pedido do governo, elaborou o estudo Parque Estadual da Pedra Branca para a subsidiar a criação do dito parque. Foi também chefe do Centro de Pesquisa Florestal e Conservação da Natureza e diretor-geral do Departamento de Recursos Naturais Renováveis da Secretaria de Agricultura e Abastecimento, ambas instituições do estado do Rio de Janeiro. Ocupou outros cargos na administração pública e representou o governo em eventos técnicos e científicos. Entre seus principais interesses estavam o desenvolvimento de técnicas científicas de manejo dos recursos naturais e a criação de áreas protegidas, temas sobre os quais deixou vários trabalhos. Aprofundou-se nos estudos da botânica e escreveu artigos, especialmente sobre as Velloziaceae. Foi co-fundador da revista Vellozia e a espécie Vellozia strangii foi batizada em sua homenagem.